# 生茶

現在のロゴ (2020年 -)

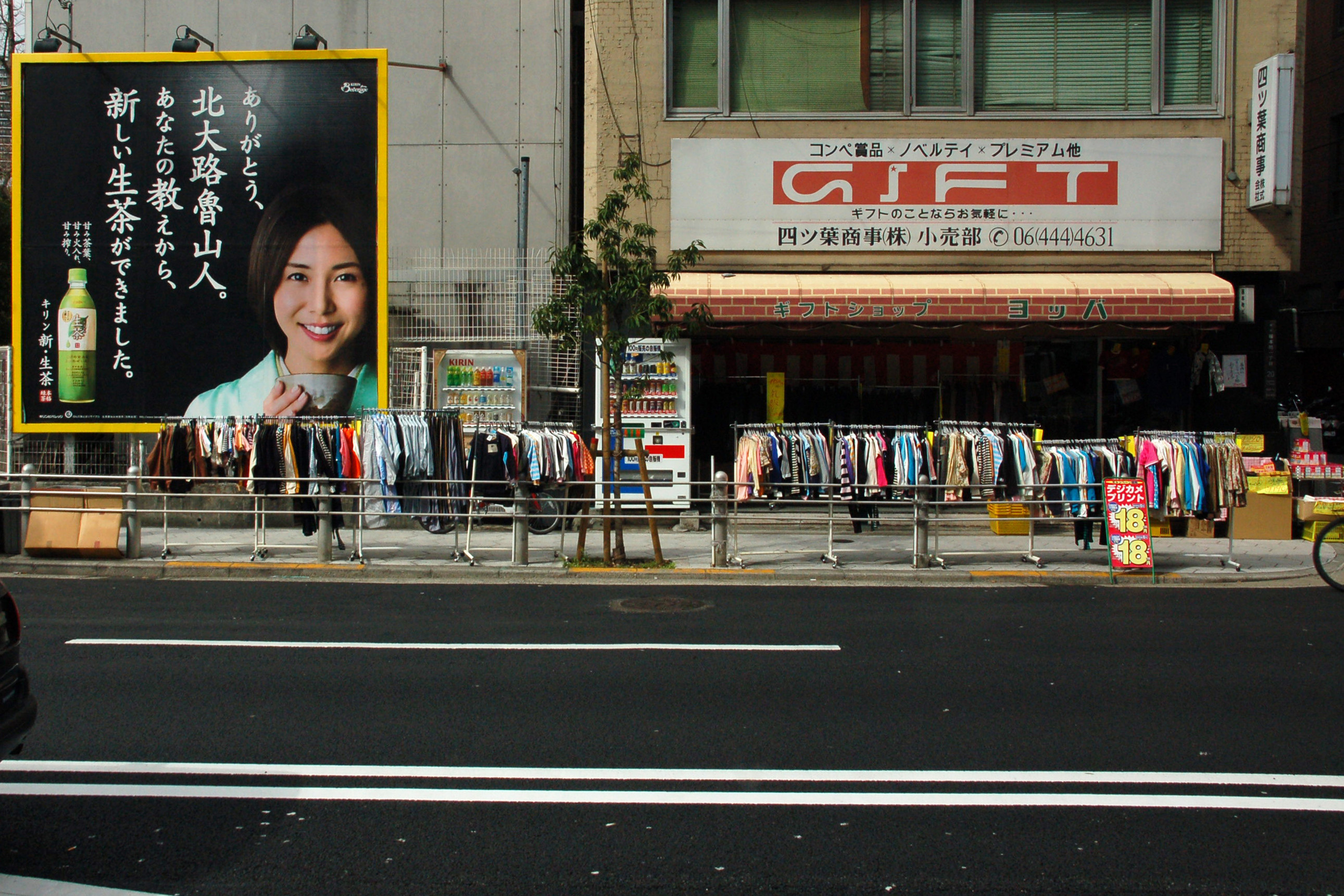
屋外広告 (2007年、大阪市)

生茶（なまちゃ）は、キリンビバレッジが発売している緑茶飲料及び無糖茶のブランド名称。
2000年、旨味成分テアニンなどを豊富に含む「生茶葉抽出物」を使用した緑茶として発売された。製法は、緑茶本来の旨味を引き出すために、茶葉は国産の玉露、かぶせ茶、深蒸し茶のみを使用、59度（2008年リニューアル後は62度）という低温で抽出し、粗ろ過である。このため、パッケージには「よくふってからお飲みください。」の表示がされている。なお、キリンは、生茶葉として「摘んで4時間以内に、-30℃以下で保存した茶葉」と定義している。
アジア圏にも進出しており、中国の上海・タイ全土・台湾全土で発売されている。そのうち中国やタイの緑茶飲料は加糖のものが主流であるため、中国では無糖のほか低糖のものが、タイでは加糖と低糖のものと無糖のものが現地法人により発売されている。台湾では日本と同じ製品を現地販社が輸入販売している。

## 歴史

### 誕生まで
日本で缶入り緑茶飲料が発売された1985年から1990年にかけて多数の緑茶飲料が発売されてきたが、その大半は急須で入れたお茶をそのままペットボトル化したような、苦みや渋みが強いものが多く、どれも同じようなものだった。
そこでキリンビバレッジは、緑茶の味のうち、「すっきりとした味わい」や「旨味」、「甘味」のニーズに着目し、伝統的な日本の緑茶に注意を払いつつも、ペットボトルのお茶ならではのおいしさを表現することにした。お茶の新鮮さや甘みに注目する中で、原材料の「生茶葉抽出物」にちなんで「生茶」と名付けられた。
そして、本製品には旨味成分テアニンを多く含む玉露とかぶせ茶を用いることで、従来の緑茶飲料にはなかった「旨味」や「甘味」を活かした製品として誕生した。
発売当時は缶コーヒー飲料『FIRE』が大ヒットしていたため、営業チームは本製品に対する関心は薄かったものの、コンセプトや中味、さらには担当者の熱量に触れる中で考えを改めていった。
こうして、「生茶」は2000年3月に発売されるやいなや、その年の清涼飲料水市場で大ヒットし、ペットボトル緑茶ブームに乗って成長を遂げていった。
2001年10月にはホット専用「あたたかい 生茶」が登場し、その翌年の2002年には同製品のリニューアルが行われた。

### 2005年～2015年：新たな価値の模索
大ヒットにより緑茶が日常生活に浸透したと同時に、ライバルもたくさん現れるようになり、本製品の売り上げにも影響していた。
そこから脱すべく、「生」の価値を当初の「うまみ」から「すっきり」「リフレッシュ」へと切り替えた結果、消費者に「水っぽい」「味が薄い」と受け止められてしまい、ペットボトル緑茶が定着する中で存在感を失ってしまった。その後、しばらくの間様々な付加価値を付けた商品が生み出されるなど模索が続いた。
うち、ブランド10周年にあたる2010年には「生茶」のリニューアルが行われたほか、キリンの別ブランド「潤る茶」の後継として「生茶 朝のうるおうブレンド茶」が発売され、いずれも好評を博した。その後、ゆずの香りと甘みを付けた微発泡茶「生茶 ザ・スパークリング」（2011年）や、食物繊維強化をうたった「緑の野菜のブレンド茶/緑の野菜のブレンド茶plus」（2012年）など、しばらくの間「生茶」ブランドからブレンド茶のリリースが相次いだ。
他方、2008年ごろにカフェインオフの水出し茶を販売した際、キリンビバレッジの社員だった塩野貴史はカフェインオフの市場ニーズの高まりを少しずつ実感していった。加えて、この当時の緑茶飲料市場では「家庭の急須で淹れたお茶の味」の再現が主流となっていたことから、塩野は「家では作れないお茶」という方向性を打ち出し、先述のカフェインオフへのニーズの高まりからカフェインゼロのお茶を作ることを思い立った。とはいえ、茶葉の加工やエキスでは風味が損なわれたりコスト面から実現できそうになかったため、お茶の抽出液からカフェインを除去する方向に変更し、カフェインを選択的に吸着除去する成分も見つかったことから、「カフェインクリア製法」の開発を実現した。そして、2014年4月、ペットボトル緑茶飲料としては世界初（100mlあたりのカフェイン含有量0.001g未満のPET容器詰め緑茶飲料として、2014年2月SVPジャパン調べ）のカフェインゼロを実現した「やさしさ生茶 カフェインゼロ（現・生茶 デカフェ）」を発売した。発売後、この製品は妊婦をはじめカフェインの摂取がしにくい者たちを中心に受け入れられた。
他方、タイ（2006年）や台湾（2009年5月）など、生茶は日本国外にも販路を拡大していった。

### 2016年：フルリニューアル
2016年3月22日にフルリニューアルされた生茶が発売。生茶葉を低温で抽出後に砕いた粉末状の茶葉を加え、従来の500mlペットボトルから増量した525mlペットボトルはボトルのデザインも一新された。このリニューアルにより、生茶は不調を脱した。とはいえ、このリニューアルは定着には至らなかったとのちにキリンは振り返っている。
2016年9月にはホット製品のリニューアルも行われた。この年の11月は単月で例年よりも気温が低かったため、ホット製品の売り上げも伸びた。
これとは別に、2016年7月には、 2011年より実施している「復興応援 キリン絆プロジェクト」の活動の一環として、同月1ヶ月間のペットボトル製品の一部（280ml、435ml、525ml、555ml）の売り上げ1本につき1円を拠出し、同年4月に発生した熊本地震における被災地の復興支援に活用する取り組みを実施。これは、「生茶」の原料の一部に九州産の茶葉を使用しているためである。

### 2017年-2019年：リニューアルと「生茶デカフェ」
2017年3月には 430mlペットボトルを「グリーンボトル」にリニューアルし、300mlペットボトルを追加発売。併せて、430mlペットボトルを含む既存サイズにおいては、中身のブラッシュアップが行われた。また、同年5月には 「カフェインゼロ生茶」の後継製品として、「生茶」と同じ「まるごと微粉砕茶葉」と「まる搾り生茶葉抽出物」を使用したカフェインゼロタイプ「生茶デカフェ」を発売。
そして10月 - 「生茶」のグリーンボトル（300mlペットボトル、430mlペットボトル、525mlペットボトル）と「生茶デカフェ」が2017年度グッドデザイン賞を受賞。
2019年5月には物流費の上昇や原材料価格の高騰を受け、「生茶」の2Lペットボトルにおいてメーカー希望小売価格が改定され、20円値上げされる。

### 2020年-2021年：ほうじ茶のヒット
無糖茶市場では茶色のお茶が売れており、緑茶の愛飲者の中にもこのようなお茶を常用している者も多かった。とりわけ、ほうじ茶は昔から親しまれていたことに加え、抹茶のように洋風アレンジも可能な嗜好性・汎用性の高さが人気を集めていた一方、ペットボトルのほうじ茶はどれも同じだと思われていたことにキリンは気づく。900本の試作の末、ブランド初のほうじ茶「生茶 ほうじ煎茶」が誕生した。
「ほうじ煎茶」が発売されたのがコロナウイルスが流行していた時期であり、キリンビバレッジは「WalkerPlus」の取材に対し、生茶は「生」という新規性のある提案が消費者のニーズをつかんで成功に至ったと考えていると答えている。
その後、 「ほうじ煎茶」は2021年のリニューアルに際して、茶葉に加えてほうじ茶粉も一緒に抽出する製法へ改良された。発売から1年でのリニューアルについて、キリン側は不満点の改善ではなく、独自性と強みを高めるためだとしている。
2021年10月にはプラズマ乳酸菌を配合した「食事の生茶」以来となる機能性表示食品「生茶 ライフプラス 免疫アシスト」（のちに「生茶 免疫ケア」へ改名）が発売された。

### 2022年以降
2022年4月に15度目となるリニューアルが行われ、「生茶 ほうじ煎茶」も3度目のリニューアルを果たした。「生茶」は製法も全面刷新され、「まる搾り生茶葉抽出物」を改良、茶葉の火入れや抽出温度も見直された。
ところが、後の調査により、2022年のリニューアルでは消費者がブランドに求める価値と、キリンがブランドとして打ち出したい価値に乖離があることが判明した。そして、2023年4月のリニューアルに際し、「生茶」の中身や原料の配合バランスが見直された。2023年9月にはプレミアム製品である「生茶 リッチ」が発売されたほか、「ホット生茶」を「ホット生茶 贅沢緑茶」に改名しリニューアルされた。
2023年11月に行われた「日本茶AWARD2023」にて、「生茶 リッチ」は「日本茶飲料部門」部門の優秀賞を受賞した。
2024年4月、17度目のリニューアルを行うとともに、「生茶 ほうじ煎茶」も6度目のリニューアルを果たした。このリニューアルの背景についてキリン側は緑茶飲料のコモディティ化を挙げている。このリニューアルが行われてから3日間の累計販売本数は2500万本を突破した。広告専門のニュースサイト「AdverTimes.」は、商品名を伏せて配布する「GOOD GREEN TEA STAND」といった緑茶そのものへの関心を高める取り組みや、「生活になじむ」といった新たな観点からの訴求がうまくいったためだと分析している。

## 容器・パッケージ
本製品の容器やパッケージは中身同様何度もリニューアルされている。うち2005年にはつぶしやすい「ペコロジーボトル」が2Lペットボトルに採用された。2010年には、掴みやすさが付与されたNEW「ペコロジーボトル」にリニューアルされた。
また、2019年6月には 「生茶デカフェ」に使用されているペットボトルを再生ペット樹脂を100%使用した「R100ペットボトル」へ切替。
2020年に発売された「キリン 生茶 ほうじ煎茶」の280mlペットボトルが加温販売対応の温冷兼用仕様になったのに伴い、「生茶」の280mlペットボトルを「ほうじ煎茶」同様に加温販売対応の温冷兼用仕様へと切り替えられた。2021年の秋にも「生茶」の280mlペットボトルを加温販売対応の温冷兼用仕様へ切り替えられた。
2021年3月には 「生茶」と「生茶 ほうじ煎茶」の600mlペットボトル（コンビニエンスストア限定品）を中旬より「生茶デカフェ」同様に「R100ペットボトル」へ切り替え、23日には525mlペットボトルの「ラベルレス」を発売。ECサイト限定の24本入ケースに加え、量販店限定で6本パックも設定された。
2022年4月には「生茶」ブランド全商品でパッケージデザインが刷新され、525mlペットボトルとコンビニエンスストア限定の600mlペットボトルは形状を角形に変えてラベルを短尺化。量販店限定のラベルレス6本パックは紙包材を短尺化した。また、2022年6月には既存のラベルレスボトルをバラ売り化し、フジシールとの取り組みによって小面積のタックシールを紙製にした紙シール付ラベルレスを首都圏の一部量販店でテスト販売を開始した。
2023年には「生茶」ブランド全商品でパッケージデザインを変更するとともに、525mlペットボトルは「R100ペットボトル」へ切り替え、ロールラベルを改良した。
一方、期間限定でディズニーキャラクターがあしらわれたこともあった。たとえば「あたたかい生茶」の場合、2013年10月には、温度で色が変わるパッケージを採用した「ディズニーキャラクターオリジナルデザインパッケージ」仕様の345mlが追加発売された
また、地域の活動に生茶がかかわったり地域限定のパッケージデザイン品が発売されることもあった。たとえば2006年の第1次お木曳行事の際、御遷宮対策事務局が「一日神領民」として参加した約35,000人の水分補給とお土産として340ml缶3,000ケース（72,000本）をキリンビバレッジに発注していた。その翌年の2007年に行われた第2次お木曳き行事に際しては、キリンビバレッジが三重県限定で第62回神宮式年遷宮を記念したラベルをあしらった本製品を発売した。

## 商品

### 日本で発売されている商品
- 生茶
- 生茶 ほうじ煎茶 - 280mlペットボトルは加温販売対応の温冷兼用仕様
- 生茶 リッチ -
- 生茶 カフェインゼロ
- 生茶 免疫ケア【機能性表示食品】 - 2023年3月にリニューアル
- 生茶 紙パック - 江崎グリコに販売を委託している[37][38]。

| 商品名                                             | 販売期間                                | 備考 |
| -------------------------------------------------- | --------------------------------------- | --- |
| 口どけ生茶                                         | 2003年3月18日                           | プレミアムタイプ。 |
| 氷らせ生茶                                         | 2003年7月                               | 期間限定製品 |
| ねかせ生茶                                         | 2004年3月                               | 「口どけ生茶」の後継製品 |
| もろこし生茶                                       | 2004年4月                               | 「生茶」をベースに、トウモロコシや黒豆を配合。 |
| 生茶 夏の茶会                                      | 2004年7月                               | 夏季期間限定で発売されたプレミアムタイプ |
| 薫る生茶                                           | 2004年9月                               | 抹茶と玄米茶を配合したプレミアムタイプの製品 |
| 生茶 八女玉露入り                                  | 2005年9月                               | 数量限定品 |
| 生茶 嬉野玉緑茶100%                                | 2006年2月                               | |
| 生茶 八十八夜限り                                  | 2006年6月                               | コンビニエンスストア限定品 |
| 濃い生茶                                           | 2006年6月27日                           | 玉露とかぶせ茶を使用した「濃くて甘い」生茶。 |
| 生茶 蔵出し封切り                                  | 2006年10月17日                          | プレミアム製品。春に摘んだ100%一番茶を、夏の間15度で熟成。 |
| 生茶 醍醐味                                        | 2007年5月                               | 通常の生茶の1.2倍の茶葉を使用。 |
| 生茶 水出し玉露入り                                | 2007年7月                               | 29度の水でいれている｡ |
| 生茶 玉露100%                                      | 2006年（Markers） 2007年9月18日（一般） | 国産玉露100%使用。直営サイト「Markers（マーカーズ）」限定で「生茶 玉露100%」（ぱんだっ茶）として発売されており、2006年12月には公募で選ばれた新デザインの第2弾が限定販売された。 |
| 生茶 のど涼み                                      | 2008年7月8日                            | 数量限定品 国産煎茶「ゆたかみどり」「やぶきた」と玉露を28度で水出しし、カフェインを従来製品の約半分に抑えた。555ml増量ボトルを採用。                                            |
| 生茶パンダデザイン缶                               | 2008年                                  | ネットショップ「markers（マーカーズ）」限定発売。 |
| 生茶 香ばし深煎り                                  | 2008年4月22日                           | 深煎りコーヒーをヒントにした緑茶飲料。 |
| 香らせ生茶                                         | 2008年10月7日                           | 豊かな甘みと華やな香りを実現するため、国産茶葉を熟成させた。 |
| やわらか生茶                                       | 2009年                                  | 33度の低温で淹れた茶葉のやわらかな甘味とカフェイン50%カットを実現。555mlの増量ボトル。                                                                                          |
| 生茶 ザ・スパークリング                            | 2011年12月製造終了                      | 炭酸飲料 |
| 生茶 朝のうるおうブレンド茶                        | 2010年4月20日-2012年7月製造終了         | キリンの別ブランド「潤る茶」の後継製品。2011年のリニューアルに際し「朝のうるおうブレンド」に改名                                                                                |
| 生茶 緑の野菜のブレンド茶plus 緑の野菜のブレンド茶 | 2013年2月製造終了                       | 500mlペットボトル・自販機向け555mlペットボトルは「緑の野菜のブレンド茶plus」、2Lペットボトルは「緑の野菜のブレンド茶」を名乗る。2製品は食物繊維の含有量が異なる。               |
| 生茶 香ばし米麹ブレンド茶                          | 2012年7月10日- 2013年5月製造終了        | 「朝のうるおうブレンド」の後継製品 米麹をキリングループの知見を活かして焙煎した独自の「焙煎米麹」を使用したカフェインゼロのブレンド茶。                                         |
| エコシリーズ やわらか生茶                          | 2011年11月 - 2014年1月製造終了          | |
| 生茶 凍結ボトル                                    | 2012年4月 - 2014年9月製造終了           | そのまま冷凍できるボトルで、主に暖候期に発売されていた。 |
| しお生茶                                           | 2015年6月3日 - 2015年9月製造終了        | 塩が含まれた緑茶 |
| 食事の生茶【機能性表示食品】                       | 2015年6月 - 2017年2月製造終了           | 茎茶を配合した緑茶に、難消化性デキストリンを配合した機能性表示食品。グループ横断ブランド「キリン プラス-アイ」の一製品                                                          |
| カフェインゼロ生茶                                 | 2015年4月 - 2017年5月製造終了           | 「やさしさ生茶 カフェインゼロ」の後継製品で、のちに「生茶デカフェ」へ継承 |
| 生茶 爽やかグリーンアップル                        | 2022年7月                               | 期間限定品で、青りんごフレーバー（無果汁）が配合されている |

| 商品名                             | 販売期間                         | 備考                                                                  |
| ---------------------------------- | -------------------------------- | --------------------------------------------------------------------- |
| ホット生茶                         | 2001年10月 - 2023年4月出荷終了   |                                                                       |
| ホット生茶 茶葉1.5倍               | 2006年10月                       | 通常の生茶の1.5倍の茶葉を使用。                                       |
| ホット生茶 醍醐味                  | 2007年10月2日                    |                                                                       |
| ホット生茶 玉露100%                | 2007年10月2日                    |                                                                       |
| ホット生茶 雁が音                  | 2012年9月4日 - 2013年4月製造終了 | 上質な茎茶である「雁ヶ音」を配合した製品。                            |
| ホット生茶 冬の傑作                | 2021年9月21日-2022年3月出荷終了  |                                                                       |
| あたたかい生茶                     | 2013年9月 - 2015年8月製造終了    | 上質な茎茶である「雁ヶ音」を配合した製品 。「ほっと仕立て生茶」へ継承 |
| ほっと食事の生茶【機能性表示食品】 | 2016年2月製造終了                |                                                                       |
| あつい生茶                         | 2005年10月25日                   |                                                                       |
| ホット生茶 香ばし深煎り            | 2008年10月7日                    |                                                                       |
| ほっと仕立て生茶                   | 2016年8月製造終了                |                                                                       |
| ほろにが温生茶                     | 2008年10月7日                    |                                                                       |
| ホット生茶 贅沢緑茶                | 2024年4月出荷終了                |                                                                       |

### 日本国外で発売されている商品
| 商品名                              | 販売地域 | 販売期間      | 備考                                         |
| ----------------------------------- | -------- | ------------- | -------------------------------------------- |
| 生茶                                | 上海     | 2002年2月     | 無糖および低糖                               |
| 生茶 オリジナルフレーバー           | タイ     | 2006年4月     | 現地向けに甘くした製品                       |
| 生茶 ロースイートフレーバー（低糖） | タイ     | 2006年4月     |                                              |
| キリン 生茶 みのちゃ                | タイ     | 2007年3月     | 穀物茶                                       |
| キリン 生茶 無糖                    | タイ     | 2007年10月2日 |                                              |
| キリン 生茶 グリーンラテ            | タイ     | 2008年5月26日 | タイの緑茶市場としては初となる抹茶ミルク飲料 |
| 生茶 ひらみれもん                   | タイ     | 2008年3月     |                                              |

## 広報

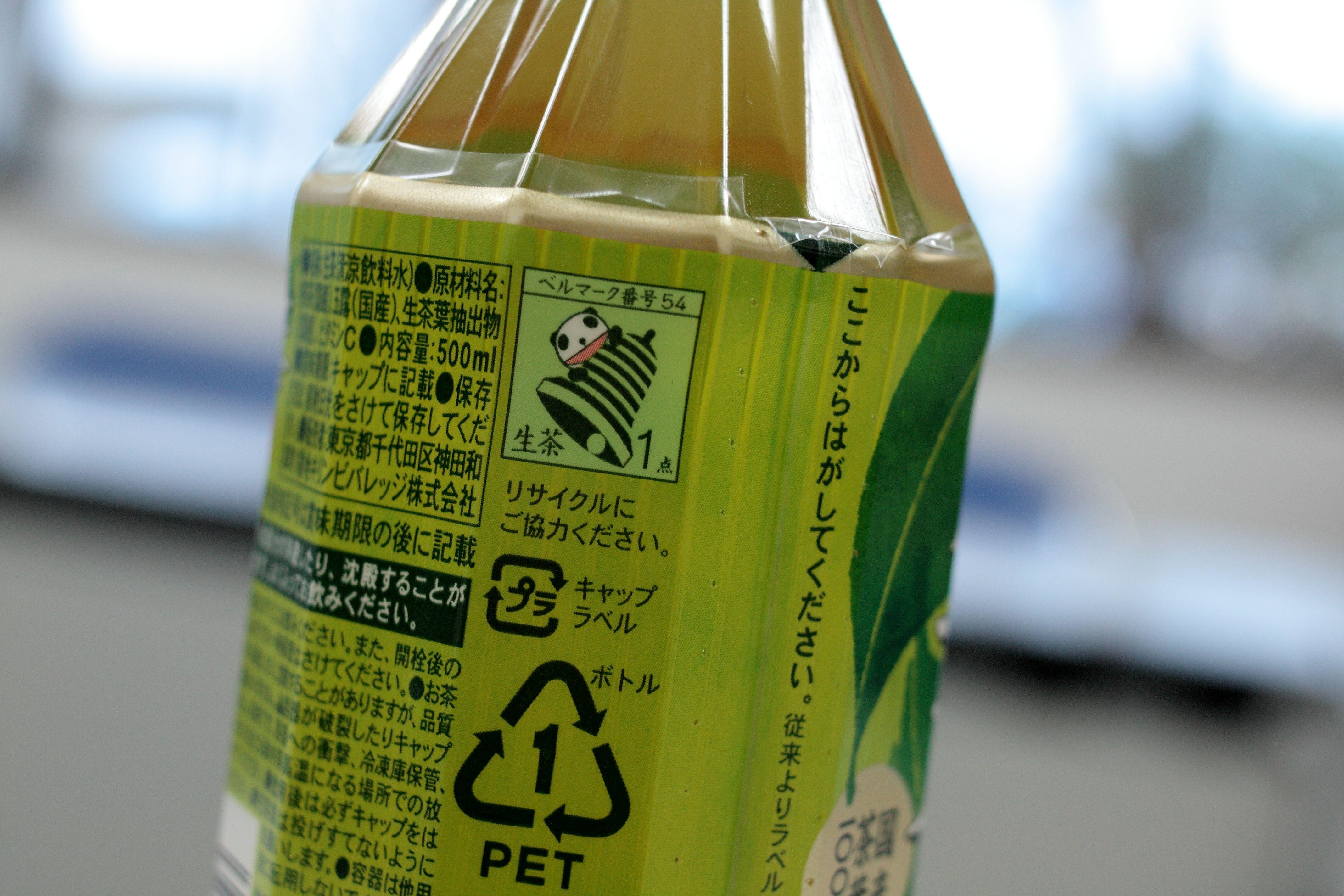
ベルマークの上部にあしらわれた生茶パンダ (2009年)

最初期の宣伝では、フレッシュさと本格派という製品のコンセプトを表現するために松嶋菜々子と高倉健をそれぞれ起用したことで話題を呼んだ。
また、2003年に発売されたプレミアム製品「口どけ生茶」のCM中で松嶋が手にはめていたパンダの人形が人気となった。この人形は生茶のマスコットとして生茶パンダという名前が与えられ、CMに登場したり、ストラップなど様々なおまけグッズのキャンペーンが行われるようになったほか、このパンダをモチーフとした限定品が直営サイト「Markers（マーカーズ）」で販売された例もあった。2009年に関連キャラクターである「生茶パンダ先生」がCMに登場した際は、全国5都市6会場にてCMを再現したイベントが開かれ、CMのように生茶パンダ先生の人形を購入できる自販機が設置されたほか、コンビニエンスストア向けにも生茶パンダ先生の人形とセットになった製品が売り出された。さらに、生茶パンダ先生は東日本大震災のチャリティイベント「全日本パンダサミット2011」に出席したほか、2013年に松坂屋で行われた「恵方巻フェア」にも参加している。
他企業とのコラボレーションが行われることもあった。たとえば2006年には販促の一環として、豚肉を緑茶スープにくぐらせる「生茶しゃぶ」という料理をミツカンと共同で開発した。
2018年11月13日～12月16日には キリングループがキリンビール横浜工場の最寄り駅である京急電鉄生麦駅とコラボレーションし、同駅の駅名標が生茶のデザインとなるなどの販促キャンペーンを行った。

### CM出演者
| 名前                     | 時期               | 備考                       |
| ------------------------ | ------------------ | -------------------------- |
| 高倉健                   | 2000年             | 宇野薫、永作博美が共演     |
| 松嶋菜々子               | 2000年 - 2007年    | 2007年は北大路魯山人と共演 |
| 竹下恭平                 | 2003年             |                            |
| 生茶パンダ               | 2003年 - 2007年    |                            |
| タケカワユキヒデ         | 不明               |                            |
| 松木里菜                 | 2006年             | タイ向けCM                 |
| くちぱっち（たまごっち） | 2006年             |                            |
| 役所広司                 | 2008年             |                            |
| 小栗旬                   | 2008年             |                            |
| 綾瀬はるか               | 2008年 - 2009年    |                            |
| 生茶パンダ先生           | 2009年             | リリー・フランキーが声担当 |
| 山下智久                 | 2010年 - 2011年    |                            |
| 北川景子                 | 2012年 - 2013年    |                            |
| 野村萬斎                 | 2013年 - 2014年    |                            |
| 清野菜名                 | 2015年 - 2016年2月 |                            |
| 吉川晃司                 | 2016年3月 - 2018年 |                            |
| 吹石一恵                 | 2016年3月 - 2018年 |                            |
| 波瑠                     | 2016年4月 - 2018年 |                            |
| 高橋一生                 | 2018年3月 - 2020年 |                            |
| 友近                     | 2018年             |                            |
| 吉沢亮                   | 2020年3月 - 2023年 |                            |
| 満島ひかり               | 2020年3月 - 2024年 |                            |
| 眞栄田郷敦               | 2023年 - 2024年    |                            |
| 鈴木亮平                 | 2024年4月 -        |                            |
| 高畑充希                 | 2024年4月 -        |                            |
| 出口夏希                 | 2024年9月 -        |                            |